# Cantone di Luz-Saint-Sauveur
Il Cantone di Luz-Saint-Sauveur era una divisione amministrativa dell'arrondissement di Argelès-Gazost.
A seguito della riforma approvata con decreto del 25 febbraio 2014, che ha avuto attuazione dopo le elezioni dipartimentali del 2015, è stato soppresso.

## Composizione
Comprendeva i comuni di:
- Barèges
- Betpouey
- Chèze
- Esquièze-Sère
- Esterre
- Gavarnie
- Gèdre
- Grust
- Luz-Saint-Sauveur
- Saligos
- Sassis
- Sazos
- Sers
- Viella
- Viey
- Viscos
- Vizos